# Добржанский, Арнольд Иосифович
Арно́льд Ио́сифович Добржа́нский (25 июля 1892 — 25 июля 1970, Наяк, США) — русский морской офицер, штабс-капитан по адмиралтейству. Участник Гражданской войны на стороне белых.

## Биография
Родился 25 июля 1892 года.
Штабс-капитан по адмиралтейству.
Во время Гражданской войны находился в Вооружённых силах Юга России. Эвакуировался с Русской армией Врангеля в Турцию.
Член Союза морских офицеров в Константинополе. Позже эмигрировал в США.
Умер 25 июля 1970 года в Наяке (штат Нью-Йорк). Похоронен на кладбище Новодивеевского монастыря.